# Skäggtachuri
Skäggtachuri (Polystictus pectoralis) är en fågel i familjen tyranner inom ordningen tättingar.

## Utbredning och systematik
Skäggtachuri delas in i tre underarter:
- P. p. pectoralis – förekommer från södra Brasilien till östra Bolivia, Uruguay, Paraguay och norra Argentina
- P. p. bogotensis – förekommer i västra Colombia (Cauca-dalen och Cundinamarca)
- P. p. brevipennis – förekommer från nordöstra Colombia till södra Venezuela, Guyana och det allra nordligaste Brasilien

## Status
IUCN kategoriserar arten som nära hotad.

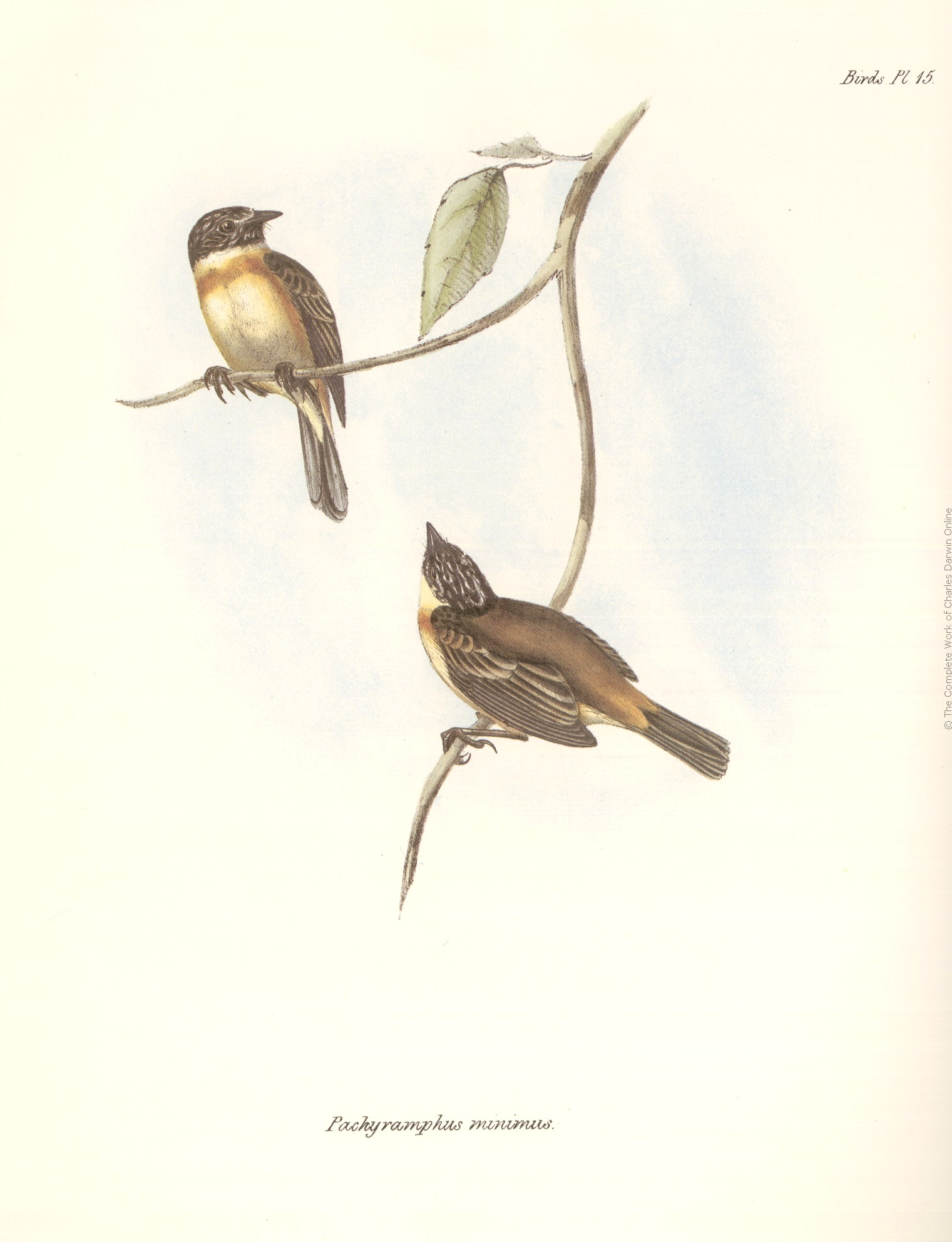